# Словенія на Європейських іграх 2015
Словенія на перших Європейських іграх у Баку була представлена 80 атлетами.

## Медалісти
| Медаль | Спортсмен | Спорт      | Дисципліна          |
| ------ | --- | ---------- | ------------------- |
| Золото | Сашо Бертонцель | Гімнастика | Кінь (чоловіки)     |
| Срібло | Тіна Трстеняк | Дзюдо      | До 63 кг (жінки)    |
| Бронза | Анамарі Веленшек | Дзюдо      | До 78 кг (жінки)    |
| Бронза | Рок Дракшич | Дзюдо      | До 73 кг (чоловіки) |
| Бронза | Клара Апотекар Влора Бедеті Ніна Милосевиць Петра Нарекс Анка Рогацник Тіна Трстеняк Анамарі Веленшек Крістіна Врсіц | Дзюдо      | Команда (жінки)     |